# Choi Ho-ju
Choi Ho-ju (kor. 최호주; * 10. März 1992 in Busan) ist ein südkoreanischer Fußballspieler.

## Karriere
Choi Ho-ju erlernte das Fußballspielen in den Schulmannschaften der Busan Elementary School, Wanju Middle School und der Jeonju Technical High School sowie in der Universitätsmannschaft der Dankook University. Seinen ersten Vertrag unterschrieb er am 1. Januar 2015 bei den Pohang Steelers. Der Verein aus Pohang spielte in der ersten südkoreanischen Liga. Von Juli 2015 bis Dezember 2015 wurde er an den Drittligisten Yongin City FC nach Yongin ausgeliehen. 2016 kehrte er zu den Steelers zurück. Für die Steelers stand er 2016 13-mal in der ersten Liga auf dem Spielfeld. Die Saison 2017 spielte er wieder auf Leihbasis beim Drittligisten Gangneung Citizen in Gangneung. 2018 wechselte er zum Zweitligisten Ansan Greeners FC nach Ansan. Für Ansan absolvierte er 38 Zweitligaspiele. Mitte 2019 verpflichtete ihn der ebenfalls in der zweiten Liga spielende Gwangju FC. Mit dem Verein aus Gwangju wurde er am Ende der Saison Meister der zweiten Liga. Im Juli 2020 ging er in die dritte Liga. Hier schloss er sich dem Daejeon Korail FC aus Daejeon an. Für Daejeon absolvierte er drei Spiele in der K3 League. Im Juni 2021 zog es ihn nach Thailand. Hier unterschrieb er in Samut Prakan einen Vertrag beim Zweitligisten Customs Ladkrabang United FC. Für die Customs absolvierte er 16 Zweitligaspiele und schoss dabei zehn Tore. Zur Rückrunde 2021/22 wechselte er im Dezember 2021 zum Ligakonkurrenten Raj-Pracha FC. Am Ende der Saison musste er mit dem Verein aus der Hauptstadt Bangkok in die dritte Liga absteigen. Für Raj-Pracha absolvierte er 13 Zweitligaspiele. Nach dem Abstieg verließ er den Verein und schloss sich in Chainat dem Zweitligisten Chainat Hornbill FC an. Für Hornbill stand er elfmal in der Liga auf dem Spielfeld. Nach der Hinrunde 2022/23 wurde sein Vertrag aufgelöst. Anfang Januar 2023 unterzeichnete er einen Vertrag beim ebenfalls in der zweiten Liga spielenden Krabi FC. In der Rückrunde 2022/23 bestritt er 17 Zweitligaspiele. Im Juni 2023 unterschrieb er einen Vertrag beim Ligakonkurrenten Chiangmai United FC. Nach der Hinrunde, in der er 14 Ligaspiele bestritt, wurde sein Vertrag in Chiangmai nicht verlängert. Der Police Tero FC, ein Bangkoker Erstligist, nahm ihn im Januar 2024 unter Vertrag. Am Ende der Saison 2023/24 belegte er mit Police Tero den 15. Tabellenplatz und musste somit in die zweite Liga absteigen. Nach dem Abstieg verließ er Thailand und wechselte Ende Juli 2024 in seine Heimat zum Drittligisten Chuncheon FC.

## Erfolge
Gwangju FC
- Südkoreanischer Zweitligameister: 2019